# Karl-Heinz Daehre

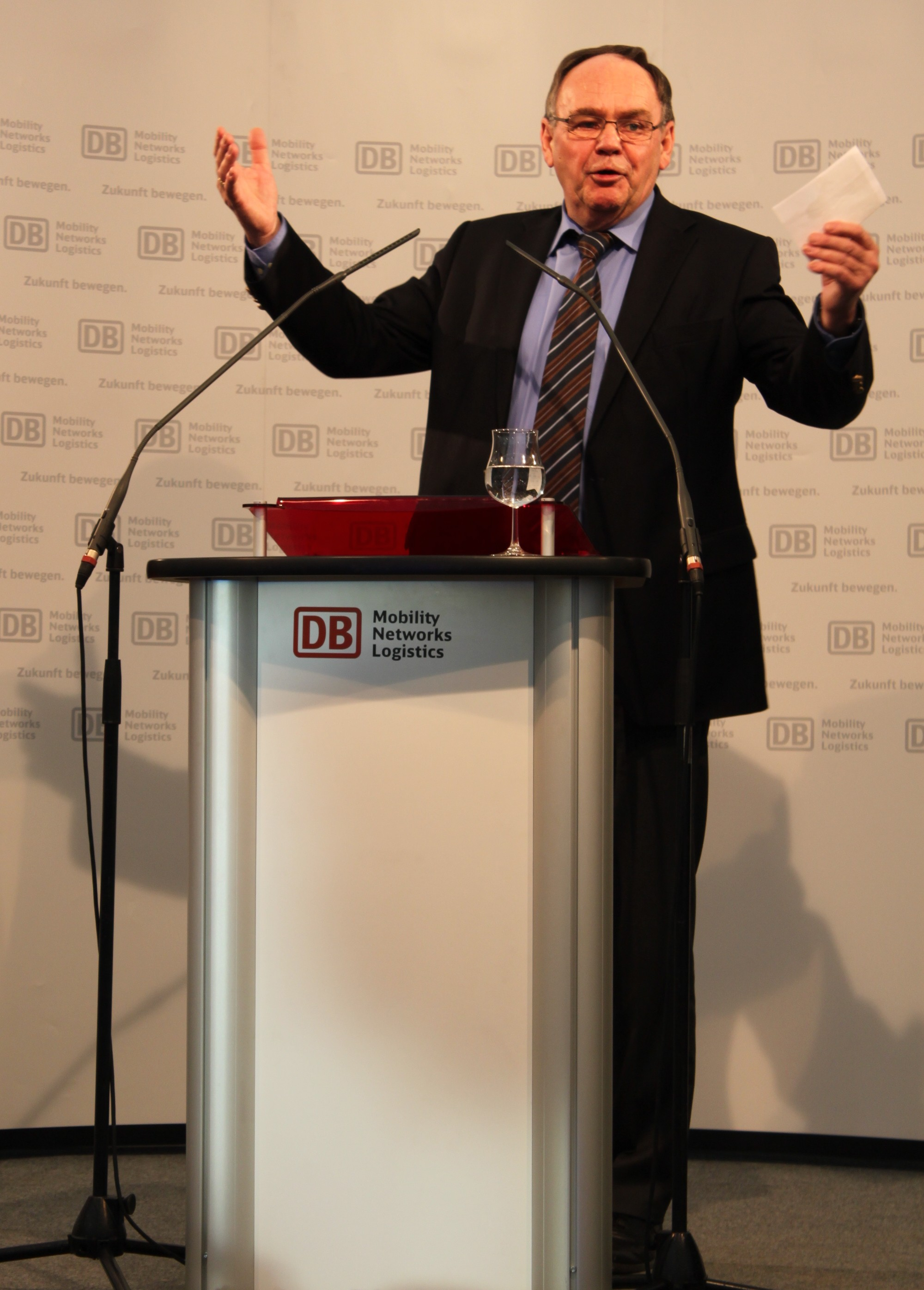
Karl-Heinz Daehre (März 2010)

Karl-Heinz Daehre (* 11. Juni 1944 in Langenweddingen) ist ein deutscher Politiker (CDU).
Er war von 1991 bis 1994 Minister für Raumordnung, Städtebau und Wohnungswesen, von 2002 bis 2006 Minister für Bau und Verkehr sowie von 2006 bis 2011 Minister für Landesentwicklung und Verkehr des Landes Sachsen-Anhalt.

## Leben und Beruf
Nach dem Abitur 1962 in Egeln machte Daehre bis 1964 eine Ausbildung zum Chemielaboranten und absolvierte anschließend ein Studium der Chemie an der Technischen Hochschule Magdeburg, welches er 1969 als Diplom-Chemiker beendete. Anschließend war er als Laborleiter am Institut für Lacke und Farben der TH Magdeburg tätig. 1983 erfolgte hier seine Promotion zum Dr. rer. nat. mit der Arbeit Struktur und Reaktionsverhalten von partiell mit n-Butanol veretherten Melamin-Formaldehyd-Kondensaten. Von 1990 bis 1991 war Daehre Leiter des Instituts für Lacke und Farben.
Karl-Heinz Daehre ist verheiratet und hat eine Tochter.

## Partei
Er trat im Januar 1990 in die CDU ein und war von 1993 bis 1998 Landesvorsitzender der CDU Sachsen-Anhalt.

## Abgeordneter
Daehre gehört seit 1990 dem Kreistag seines Heimatkreises an. Er war von 1990 bis 1993 Kreistagspräsident des Kreises Wanzleben und von 1999 bis 2007 des Bördekreises. Seit dem 12. Juli 2007 ist er Vorsitzender des Kreistages des neu gebildeten Landkreises Börde.
Von 1990 bis 2006 war Karl-Heinz Daehre Mitglied des Landtages von Sachsen-Anhalt.

## Öffentliche Ämter
Am 12. September 1991 wurde er als Minister für Raumordnung, Städtebau und Wohnungswesen in die von Ministerpräsident Werner Münch geführte Landesregierung von Sachsen-Anhalt berufen. In diesem Amt gehörte er auch dem ab 1993 von Christoph Bergner geleiteten Kabinett an. Nachdem die CDU-FDP-Koalition bei der Landtagswahl 1994 ihre Mehrheit verloren hatte, schied Daehre am 21. Juli 1994 aus dem Amt.
Nach der Landtagswahl 2002 wurde Daehre am 16. Mai 2002 zum Minister für Bau und Verkehr in der von Wolfgang Böhmer geführten Regierung ernannt. Vom 24. April 2006 bis zur Kabinettsbildung nach der Wahl 2011 war er Minister für Landesentwicklung und Verkehr des Landes Sachsen-Anhalt. In den Jahren 2007 und 2008 war er Vorsitzender der Verkehrsministerkonferenz. Anlässlich deren Frühjahrstagung vom 18./19. April 2007 in Wernigerode wurde auf Initiative von Sachsen-Anhalt die Absichtserklärung zum Geschichtsprojekt Brocken-Erklärung unterzeichnet.
Karl-Heinz Daehre galt lange Zeit neben Wirtschaftsminister Haselhoff als einer der Anwärter für die Nachfolge von Wolfgang Böhmer im Amt des Ministerpräsidenten des Landes Sachsen-Anhalt. 2010 nominierte die CDU Haseloff zum Spitzenkandidaten für die Landtagswahl am 20. März 2011.
Karl-Heinz Daehre wurde von der Verkehrsministerkonferenz im Jahr 2012 als Vorsitzender der Kommission zur „Zukunft der Verkehrsinfrastrukturfinanzierung“ (sogenannte Daehre-Kommission) berufen.

## Auszeichnungen
Am 18. März 2009 wurde Karl-Heinz Daehre das Bundesverdienstkreuz 1. Klasse durch Wolfgang Böhmer übergeben. Er erhielt diese Auszeichnung für seine Verdienste beim Aufbau demokratischer Strukturen in Sachsen-Anhalt.
Für sein Engagement bei der Umsetzung innovativer Konzepte für den Schienenverkehr im ländlichen Raum erhielt er am 20. November 2010 den Deutschen Schienenverkehrs-Preis in der Kategorie Politik, der vom Deutschen Bahnkunden-Verband vergeben wird.
Am 11. November 2022 wurde Daehre mit dem Verdienstorden des Landes Sachsen-Anhalt geehrt.
Weitere Auszeichnungen:
- Gruson-Ehrenplakette des VDI 2010[4]
- Goldene Ehrennadel der IHK Magdeburg
- Goldene Ehrennadel des Bauernverbandes Sachsen-Anhalt
- Ehrenbürger der Gemeinde Sülzetal
- Ehrenbürger der Stadt Egeln
- Goldene Ehrennadel des Landkreistages Sachsen-Anhalts
- Goldene Ehrennadel des Verkehrsgewerbeverbandes Sachsen-Anhalts
- Dr. Leo Herwegen Medaille[5]
- ULI Germany Leadership Award 2011[6]
- Goldener Anker 2010, Landesverband der Schiffervereine Sachsen-Anhalt
- Deutscher Schienenverkehrspreis 2010[7]

## Kabinette
- Kabinett Münch, 1991–1993, Minister für Raumordnung, Städtebau und Wohnungswesen
- Kabinett Bergner, 1993–1994, Minister für Raumordnung, Städtebau und Wohnungswesen
- Kabinett Böhmer I, 2002–2006, Minister für Bau und Verkehr
- Kabinett Böhmer II, 2006–2011, Minister für Bau und Verkehr